# Steffen Pedersen
Steffen Pedersen (ur. 27 listopada 1974, zm. 23 listopada 2023) – duński szachista i autor książek o tematyce szachowej, mistrz międzynarodowy od 1994 roku.

## Kariera szachowa
W 2000 r. wystąpił w narodowej drużynie na szachowej olimpiadzie, rozegranej w Stambule. Wielokrotnie startował w finałach indywidualnych mistrzostw Danii, dwukrotnie zdobywając medale: złoty (2004) oraz srebrny (2011).
Odniósł kilka sukcesów w turniejach międzynarodowych, m.in. w Hampstead (1998, dz. I m. wspólnie z Attilą Grószpéterem), dz. IV m. w Nykøbing Mors (2002, za Davidem Navarą, Aleksandrem Rustemowem i Andriejem Sokołowem, wspólnie z Klausem Bergiem), dz. II m. w Selfoss (za Janem Votavą, wspólnie z Jonem Gunnarssonem) oraz dz. I m. w Aarhus (2003, wspólnie z Karstenem Rasmussenem i Emilem Hermanssonem).
Najwyższy ranking w karierze osiągnął 1 lipca 2000 r., z wynikiem 2464 punktów zajmował wówczas 8. miejsce wśród duńskich szachistów.

## Publikacje
Jest autorem wielu książek o tematyce szachowej, poświęconych przede wszystkim zagadnieniom debiutowym, m.in.:
- The Dutch for the Attacking Player, 1996, International Chess Enterprises, ISBN 1-879479-44-3
- Beating the Indian defences, 1997, Batsford, ISBN 0-7134-7801-2 (wspólnie z Grahamem Burgessem)
- Easy Guide to the Sicilian Scheveningen, 1998, Everyman Chess, ISBN 1-85744-558-9
- Easy Guide to the Bb5 Sicilian, 1999, Everyman Chess, ISBN 1-85744-230-X
- Gambit Guide to the Bogo Indian, 1999, Gambit, ISBN 1-901983-04-8
- The Gambit Guide to the Benko Gambit, 1999, Gambit, ISBN 1-901983-15-3
- The Meran System, 2000, Gambit, ISBN 1-901983-28-5
- Test Your Chess, 2000, Gambit, ISBN 1-901983-35-8
- The Botvinnik Semi-Slav, 2000, Gambit, ISBN 1-901983-26-9
- The French: Tarrasch Variation, 2001, Gambit, ISBN 1-901983-49-8
- The Main Line French: 3 Nc3, 2001, Gambit, ISBN 1-901983-45-5
- French: Advance and Other Lines, 2006, Gambit, ISBN 1-904600-40-9